# 陳湘濤
陳湘濤（?—?），四川省敘州府宜賓縣人，清朝政治人物、同進士出身。
光緒二十四年（1898年），参加光緒戊戌科殿試，登進士三甲8名。同年五月，授内阁中书。
陈湘涛,又名陈瑞堂，前清戊戌科三甲第八名进士，宜宾双石铺人，曾任贵州思南府知府，在井经营盐业。
民国初年,“自贡地方临时议事会”，推荐陈湘涛为正议长. 
自流井善后桥建成,陈湘涛撰写善后和碑记，文略曰“四川动乱，还待善后，自贡人民跋涉艰难．此桥之成，已善其后而利涉大川矣沙"

陈湘涛（陈瑞堂），富顺县人，清朝进士，曾任同知。后在自流井经营盐业。辛亥革命后， 1911 年底被推选为自贡地方（临时）议事会议长。因其名望高，被选任自贡初中首届校董事会主任。   
```
                                                                                                    -----------------------蜀光校史
```